# Organizacija za ekonomsku suradnju i razvoj
Organizacija za ekonomsku suradnju i razvoj (eng. Organisation for Economic Cooperation and Development ili OECD, fra. Organisation de coopération et de développement économiques ili OCDE) je međunarodna ekonomska organizacija osnovana 14. prosinca 1960. godine. Nastala je kao nasljednik Organizacije za europsku ekonomsku suradnju (eng. Organization for European Economic Cooperation ili OEEC) nastale 1948. u sklopu Marshallovog plana s ciljem rekonstrukcije europskog gospodarstva razorenog u Drugom svjetskom ratu. OECD je konzultativna organizacija, bez snage obvezivanja bilo koje od svojih članica. Sjedište OECD-a nalazi se u Parizu.

## Temeljni ciljevi
Temeljni ciljevi OECD-a su:
- unapređivanje gospodarskog rasta zemalja članica
- povećati životni standard u zemljama članicama
- doprinositi razvoju svjetskog gospodarstva
- pomagati ekonomski napredak u članicama i nečlanicama OECD-a
- doprinositi širenju međunarodne trgovine na multilaterarnoj osnovi
- težiti povećanju svjetske trgovine

Područja djelovanja i rada OECD-a su: razvojna politika i kooperacija, energetika, razvoj trgovine, financijska i fiskalna pitanja, socijalna problematika, zapošljavanje, edukacija, ekologija, znanost i tehnologija, industrija, poljoprivreda i ribarstvo.

## Zemlje članice
OECD se trenutno sastoji od 38 država članica.
| Osnivači OECD-a (1961.): | |
| Austrija Belgija Kanada Danska Francuska Njemačka Grčka Island Irska Italija                                                                            | Luksemburg Nizozemska Norveška Portugal Španjolska Švedska Švicarska Turska Velika Britanija Sjedinjene Američke Države                           |
| Ostale primljene članice: | |
| Japan (1964.) Finska (1969.) Australija (1971.) Novi Zeland (1973.) Meksiko (1994.) Češka (1995.) Južna Koreja (1996.) Mađarska (1996.) Poljska (1996.) | Slovačka (2000.) Čile (2010.) Slovenija (2010.) Izrael (2010.) Estonija (2010.) Latvija (2016.) Litva (2018.) Kolumbija (2020.) Kostarika (2021.) |

- Tajvan, odnosno Kineski Taipei zemlja promatrač.

- Europska komisija sudjeluje u radu OECD-a zajedno s članicama EU-a.[1]

## Kandidati za punopravno članstvo
Pregovori o punopravnom članstvu započeli su s ovim državama.
 Argentina od 2022. godine
 Brazil od 2022. godine
 Bugarska od 2022. godine
 Hrvatska od 2022. godine
 Peru od 2022. godine
 Rumunjska od 2022. godine

## Vanjske poveznice
- Službena stranica (engl.) (fr.)